# Robustagramma multiseta
Robustagramma multiseta är en tvåvingeart som beskrevs av Marshall och Xiaolong Cui 2005. Robustagramma multiseta ingår i släktet Robustagramma och familjen hoppflugor.
Artens utbredningsområde är Dominikanska republiken. Inga underarter finns listade i Catalogue of Life.